# Carlos Torres (aktor)
Carlos Eduardo Torres Anaya (ur. 19 lutego 1979 w Guadalajarze) – meksykański aktor telewizyjny i filmowy.

## Wybrana filmografia

### Telenowele / seriale TV
- 1985: Deveras me atrapaste jako pretendent
- 2000: Locura de amor jako Israel
- 2001: Virginia (La Intrusa) jako ojciec Chema
- 2001-2002: Kobieta, występ w realnym życiu (Mujer, casos de la vida real)
- 2002: Así son ellas jako leakarz Dalii
- 2002: Ścieżki miłości (Las Vías del amor) jako Edmundo Larios
- 2003: Córka ogrodnika (La Hija del Jardinero) jako Carlos Eduardo Gómez Ruiz
- 2005: Machos jako Ariel Mercader
- 2006: Mi amor secreto
- 2007: Bellezas indomables jako Diego
- 2008: Vivir por ti jako Ricardo
- 2009: Zagadka przeznaczenia (The City of Your Final Destination) jako Barber
- 2010: Quiéreme tonto jako Gonzalo Romeo
- 2011: Moje serce bije dla Loli (Mi Corazón Insiste… en Lola Volcán) jako Rodrigo Suárez
- 2013: Las Trampas del Deseo jako Cristóbal Larios / Pablo Quijano
- 2015: El Señor de los Cielos jako Enrique Morejón
- 2016: La Doña jako Felipe

### Filmy fabularne
- 1986: Orinoco jako Rico de Porta